# Diphenylazidophosphat
Diphenylazidophosphat ist eine chemische Verbindung aus der Gruppe der Azide.

## Gewinnung und Darstellung
Diphenylazidophosphat kann in mehr als 90 % Ausbeute durch Reaktion von Diphenylphosphorochloridat mit einem leichten Überschuss an Natriumazid in Aceton bei Raumtemperatur gewonnen werden. Die Verbindung wurde erstmals 1972 von Shunichi Yamada für die Curtius-Reaktion entwickelt.

## Eigenschaften
Diphenylazidophosphat ist eine bernsteinfarbige Flüssigkeit, die praktisch unlöslich in Wasser ist. Die Verbindung zersetzt sich oberhalb von 200 °C. Mit Wasser bzw. auch mit Luftfeuchtigkeit erfolgt eine langsame Hydrolyse unter Freisetzung von Stickstoffwasserstoffsäure.

## Verwendung
Diphenylphosphonazid dient als Reagenz für die Synthese von Peptiden und Phosphoramidaten durch Reaktion mit Aminen. Es wird auch bei der Herstellung von Oligosacchariden, die mit Carbamat- und Harnstoffbindungen verknüpft sind, unter Verwendung der modifizierten Curtius-Umlagerung verwendet. Es wird bei der Pseudohalogensubstitution der Azidogruppe durch Behandlung mit nukleophilen Reagenzien, wie Wasser, Butanol, Ammoniak und verschiedenen Aminen, eingesetzt. Weiterhin wird es als Hydroazidierungskatalysator für die Herstellung von Organoaziden verwendet.